# Menetou Salon (Weinbaugebiet)
Das Weinbaugebiet Menetou Salon ist nur ein bis vier Kilometer breit und erstreckt sich über knapp 20 km ein wenig nordöstlich der zentralfranzösischen Stadt Bourges in nordöstliche Richtung. Seit 1959 ist es AOC-klassifiziert. Die Großregion gehört zum Weinbaugebiet Val de Loire in der Region Centre-Val de Loire.

## Geschichte
Die Geschichte des Weinbaus von Menetou-Salon reicht zurück bis zum Jahr 1063 und 1100, in dem eine Schenkung von den Weinbergen „Clos de Davet“ an das Kloster von Saint-Sulpice-lès-Bourges dokumentiert ist. Alte Aufzeichnungen beschreiben den Wein als „schönste Schmuckstücke auf der herrschaftlichen Tafel des königlichen Schatzmeisters von König Karl VII., Jacques Cœur“, der 1450 die Seigneurie Menetou kaufte. Wie im benachbarten Sancerre stehen die Weinberge auf Kalkstein-Sedimenten, die aus weißem Oberen Jura, dem Kimmeridgium bestehen. Das Klima entspricht dem im Sancerre, die Niederschlagsmenge ist mit 850 mm/Jahr die höchste in einem Weinanbaugebiet im Centre und verteilt sich gleichmäßig über das ganze Jahr.

## Beschreibung
Die 458 ha: S. 146 von insgesamt über 1000 ha Rebfläche klassifiziertem Weinbaugebiet werden von 90 Winzern kultiviert. Die Jahresproduktion liegt bei 21.000 hl. Die klassifizierten zehn Gemeinden des AOC-Gebietes Menetou-Salon sind von West nach Ost: Pigny, Vignoux-sous-les-Aix, Quantilly, Menetou-Salon, Soulangis, Parassy, Aubinges, Morogues, Saint-Céols und Humbligny. Die Weine wachsen auf 250–400 Höhenmetern. Die Stockdichte beträgt 5600/ha. Bei der Reberziehung wendet man den Guyot-Schnitt mit acht ganzen Trieben an.
Die wichtigsten  Rebsorte der Weißweine ist der Sauvignon Blanc, von dem 305 ha Rebfläche bestockt sind. Die Weine sind frisch und würzig, die jung getrunken werden. Weißweine machen den Großteil der Ernte aller Menetou-Salon-Weine aus.
Pinot Noir ist die mit Abstand wichtigste rote Rebsorte, die auf 182 ha Anbaufläche wächst. Roséweine werden nur in geringer Menge vinifiziert. Rot- und Roséweine sind leicht und fruchtig und besitzen ebenfalls kein großes Alterungspotential.
Die wichtigsten Anbaubetriebe sind:
- Domaine de Chatenoy mit 60 ha seit 1560 im Besitz der Familie Pierre Clément.
- Philippe Gilbert mit 27 ha als biodynamischer, junger Betrieb
- Henry Pellé hat 40 ha und produziert als Familienkellerei kräftige Weißweine und angenehm-leichte Rotweine. An der Gebietsgrenze zum Sancerre werden in einer Lage Weine angebaut, die mit Menetou-Salon-Morogues bezeichnet werden dürfen.[3]: S. 165
- La Tour Saint-Martin ist mit seinen 16 ha besonders auf Pinot-Noir-Weine ausgerichtet, mit dem fast die Hälfte bestockt ist.
- Jean-Max Roger mit 26 ha mit Familientradition aus dem frühen 17. Jahrhundert.